# Агератум
Агератумът (Ageratum) е род от 40 до 60 тропически и топлолюбиви цъфтящи едногодишни и трайни насаждения от семейство Сложноцветни (Asteraceae), триб Eupatorieae. Повечето видове са местни в Централна Америка и Мексико, но четири са в САЩ.

## Етимология
Агератум – от гръцки „неостаряващ“.

## Описание
Агератумът образува туфи или малки хълмове. Расте на височина до 80 см. Противоположните листа са сърцевидни или овални, мъхнати или томентозни (покрити с плътно сплъстени вълнени власинки). Краищата са леко назъбени. Листата образуват компактни гроздове.
Пухкавите цветове са лавандуловосини, розови, люлякови или бели; и се разпространява в малки съставни сенници. Те дават малки, сухи плодове.

## Приложение
Агератумите се отглеждат като декоративни растения заради цветята им. Особено популярен е вида Ageratum houstonianum.

## Отглеждане
Най-често срещаните агератуми, например „Хавай“, са къси 15 – 20 см, когато са напълно пораснали. Високият вид агератум се предлага и в каталозите на семена, като достига 45 см и има сини цветя. Има и сорт със снежна покривка на цвят, със средна височина, бял връх върху сини цветя. Сините на цвят са най-популярни и разпространени видове, но цветовете включват и виолетово, розово и бяло. Размерът и цветът им правят агератумите добри кандидати за алпинеуми, постелки и контейнери. Те растат добре на слънце или в полусянка, от началото на лятото до първата слана. Те са доста лесни за отглеждане, като произвеждат изобилие от пухкави цветя през целия сезон.

## Токсичност
Няколко вида агератум са токсични, съдържащи пиролизидинови алкалоиди. Ageratum houstonianum и Ageratum conyzoides причиняват чернодробни лезии и са туморогенни.

## Плевели
Ageratum conyzoides и Ageratum houstonianum са видове склонни да стават необуздани плевели в околната среда, когато се отглеждат извън естествения им ареал.

## Видове
Към 2020 г. Plants of the World Online приема, че родът включва 40 вида:
- Ageratum albidum Hemsl.
- Ageratum ballotifolium (Maguire, Steyerm. & Wurdack) R.M.King & H.Rob.
- Ageratum candidum G.M.Barroso
- Ageratum chiriquense (B.L.Rob.) R.M.King & H.Rob.
- Ageratum chortianum Standl. & Steyerm.
- Ageratum conyzoides L.
- Ageratum corymbosum (S.F.Blake) L.O.Williams
- Ageratum corymbosum Zuccagni
- Ageratum echioides Hemsl.
- Ageratum elassocarpum S.F.Blake
- Ageratum ellipticum B.L.Rob.
- Ageratum fastigiatum (Gardner) R.M.King & H.Rob.
- Ageratum gaumeri B.L.Rob.
- Ageratum grossedentatum Rzed.
- Ageratum guatemalense M.F.Johnson
- Ageratum hondurense R.M.King & H.Rob.
- Ageratum houstonianum Mill.
- Ageratum iltisii R.M.King & H.Rob.
- Ageratum koulianum Bhellum
- Ageratum littorale A.Gray
- Ageratum lundellii R.M.King & H.Rob.
- Ageratum maritimum Kunth
- Ageratum microcarpum (Benth.) Hemsl.
- Ageratum microcephalum Hemsl.
- Ageratum molinae R.M.King & H.Rob.
- Ageratum munaense R.M.King & H.Rob.
- Ageratum myriadenium (Baker) R.M.King & H.Rob.
- Ageratum oerstedii B.L.Rob
- Ageratum paleaceum (J.Gay ex DC.) Hemsl.
- Ageratum peckii B.L.Rob
- Ageratum petiolatum (Hook. & Arn.) Hemsl.
- Ageratum platylepis (B.L.Rob.) R.M.King & H.Rob.
- Ageratum platypodum B.L.Rob
- Ageratum riparium B.L.Rob.
- Ageratum rugosum J.M.Coult.
- Ageratum salvanaturae B.Smalla & N.Kilian
- Ageratum scorpioideum Baker
- Ageratum solisii B.L.Turner
- Ageratum standleyi B.L.Rob
- Ageratum tehuacanum R.M.King & H.Rob.
- Ageratum tomentosum (Benth.) Hemsl.

Избрани синоними включват:
- Ageratum altissimum L. – синоним на Ageratina altissima (L.) R.M.King & H.Rob.}}
- Ageratum anisochroma (Klatt) R.M.King & H.Rob. – синоним на Ageratina anisochroma (Klatt) R.M.King & H.Rob.}}
- Ageratum isocarphoides (DC.) Hemsl. – синоним на Ageratum echioides Hemsl.}}
- Ageratum lavenia (L.) Kuntze – синоним на Adenostemma lavenia (L.) Kuntze}}
- Ageratum lucidum B.L.Rob. – синоним на Ageratum corymbosum Zuccagni}}
- Ageratum meridanum V.M.Badillo – синоним на Ageratum microcarpum (Benth.) Hemsl.}}
- Ageratum nelsonii (B.L.Rob.) M.F.Johnson – синоним на Ageratum elassocarpum S.F.Blake}}
- Ageratum oliveri R.M.King & H.Rob. – синоним на Ageratum oerstedii B.L.Rob.}}
- Ageratum panamense B.L.Rob. – синоним на Ageratum riparium B.L.Rob.}}
- Ageratum pohlii (Baker) H.Rob. – синоним на Teixeiranthus pohlii (Baker) R.M.King & H.Rob.}}
- Ageratum radicans B.L.Rob. – синоним на Ageratum peckii B.L.Rob.}}
- Ageratum salicifolium Hemsl. – синоним на Ageratum corymbosum Zuccagni}}
- Ageratum stachyofolium B.L.Rob. – синоним на Paneroa stachyofolia (B.L.Rob.) E.E.Schill.}}